# Юнацька збірна Північної Ірландії з футболу (U-19)
Юнацька збірна Північної Ірландії з футболу (U-19) (скорочено Північна Ірландія U-19, англ. Northern Ireland national under-19 football team) — національна команда, яка представляє Північну Ірландію на міжнародній арені в категорії U-19. Свій перший матч провела 10 січня 1948 року проти однолітків з Уельсу. Найвище досягнення — 2-ге місце на Чемпіонаті Європи з футболу серед юнаків у 1963 році. Бере участь у Мілк Кап під егідою УЄФА (значиться як команда до 20 років). Також юнацька збірна проводить товариські ігри проти однолітків з інших країн.

## Досягнення

### Інтернаціональний турнір ФІФА серед юнаків
- 1948: 6-те місце
- 1949: 4-те місце
- 1951: 4-те місце
- 1953: 15-те місце
- 1954: 18-те місце

### Турнір УЄФА серед юнаків
- 1955: 1-й раунд (груповий етап)
- 1963: 2-ге місце
- 1964: 1-й раунд (груповий етап)
- 1975: 1-й раунд (груповий етап)
- 1976: 1-й раунд (груповий етап)
- 1977: 1-й раунд (груповий етап)
- 1978—1979: не потрапила
- 1980: 1-й раунд (груповий етап)

### Чемпіонат УЄФА U-19 серед юнаків
- 2002—2004: не пройшла кваліфікацію
- 2005: 1-й раунд (груповий етап)
- 2006—2023: не пройшла кваліфікацію
- 2024: 1-й раунд (груповий етап)
- 2025—: не пройшла кваліфікацію

### Елітний Дивізіон Мілк Кап
- Переможці: 1997, 2008, 2009, 2014